# Liste der Biografien/Bonz
Liste der Biografien |
Portal Biografien |
Personensuche
# |
A |
B |
C |
D |
E |
F |
G |
H |
I |
J |
K |
L |
M |
N |
O |
P |
Q |
R |
S |
T |
U |
V |
W |
X |
Y |
Z |
?
 
Ba |
Be |
Bd |
Bg |
Bh |
Bi |
Bj |
Bl |
Bm |
Bn |
Bo |
Br |
Bs |
Bu |
Bw |
By |
Bz
 
Boa–Boc |
Bod |
Boe |
Bof |
Bog |
Boh |
Boi–Bok |
Bol |
Bom |
Bon |
Boo |
Bop |
Boq |
Bor |
Bos |
Bot |
Bou |
Bov–Boz
 
Bona |
Bonc |
Bond |
Bone |
Bonf |
Bong |
Bonh |
Boni |
Bonj |
Bonk |
Bonl |
Bonm |
Bonn |
Bono |
Bonp |
Bonq |
Bonr |
Bons |
Bont |
Bonu |
Bonv |
Bonw |
Bonx |
Bony |
Bonz
Die Liste der Biografien führt alle Personen auf, die in der deutschsprachigen Wikipedia einen Artikel haben. Dieses ist eine Teilliste mit 22 Einträgen von Personen, deren Namen mit den Buchstaben „Bonz“ beginnt.

## Bonz
- Bonz, Adolf (1824–1877), deutscher Verleger
- Bonz, Anna Maria (1866–1938), deutsche Malerin
- Bonz, Bernhard (* 1932), deutscher Pädagoge
- Bonz, Christian Gottlieb (1820–1853), deutscher Apotheker, Chemiker und Unternehmer
- Bonz, Gunther (* 1956), deutscher Hafenmanager

### Bonza
- Bonzanigo, Elena (1897–1974), Schweizer Schriftstellerin
- Bonzanigo, Filippo (1839–1904), Schweizer Anwalt und Politiker
- Bonzanigo, Giovanni Battista (1769–1841), Schweizer Anwalt, Politiker, Tessiner Grossrat und Staatsrat
- Bonzanigo, Maria (* 1966), Schweizer Tänzerin, Bewegungspädagogin, Komponistin, Choreographin
- Bonzanigo, Rocco (1809–1881), Schweizer Politiker
- Bonzano, Adolphus (1830–1913), deutschamerikanischer Bauingenieur und Brückenbauer
- Bonzano, Giovanni (1867–1927), italienischer Kardinal der römisch-katholischen Kirche

### Bonze
- Bonzel, Maria Theresia (1830–1905), Ordensgründerin und -oberin der Armen Franziskanerinnen von der ewigen Anbetung
- Bonzel, Robert (1815–1866), deutscher Unternehmer und Politiker
- Bonzel, Tassilo (* 1944), deutscher Mediziner und Kardiologe

### Bonzi
- Bonzi, Benjamin (* 1996), französischer TennisspielerBenjamin Bonzi (* 1996)

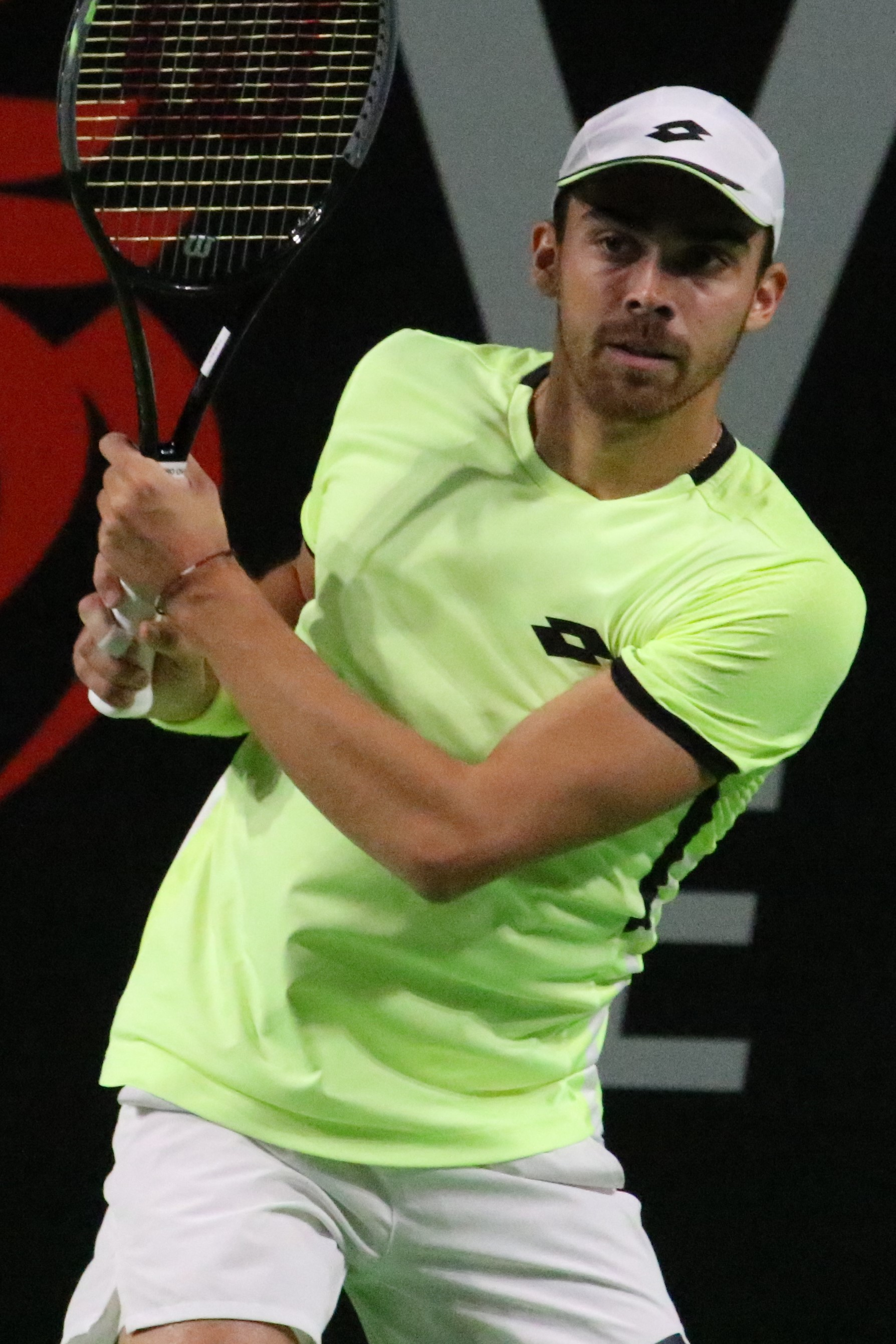
Benjamin Bonzi (* 1996)

- Bonzi, Fabio, italienischer Filmregisseur und Drehbuchautor
- Bonzi, Leonardo (1902–1977), italienischer Sportler, Dokumentarfilmer und Produzent
- Bonzi, Pierre de (1631–1703), italienischer Geistlicher, Bischof von Béziers, Erzbischof von Toulouse und Erzbischof von Narbonne sowie Kardinal
- Bonzi, Pietro Paolo (1573–1636), italienischer Stillleben- und Landschaftsmaler

### Bonzo
- Bonzon, Alfred (1873–1925), Schweizer Politiker
- Bonzon, Philippe (* 1933), Schweizer Schriftsteller